# Rue André Van Hasselt
Pour les articles homonymes, voir André et Van Hasselt.
La rue André Van Hasselt (en néerlandais : André Van Hasseltstraat) est une rue bruxelloise qui commence sur la commune de Saint-Josse-ten-Noode avenue Paul Deschanel à hauteur du square Armand Steurs et qui se termine sur la commune de Schaerbeek au carrefour de la rue Thomas Vinçotte et de la rue Gustave Fuss.
Elle est prolongée par la rue Thomas Vinçotte en direction de la chaussée de Louvain.
La rue porte le nom d'un poète et écrivain belge d'expression française, André Van Hasselt, né à Maastricht le 5 janvier 1806 et décédé à Saint-Josse-ten-Noode le 1er décembre 1874.

## Adresses notables
A Schaerbeek :
- nos 32-34 : Maison Devalck, maison classée depuis le 4 juin 2009